# ديريك أوباسوهان
ديريك أوباسوهان (بالإنجليزية: Derrick Obasohan)‏ مواليد 18 أبريل 1981 في هيوستن، هو لاعب كرة سلة أمريكي. بدأ مسيرته الاحترافية في سنة 2004. يحمل الرقم 13. يبلغ طوله 6 قدم 7 بوصة (2.0 م). مثّل منتخب بلاده. شارك في دورة الألعاب الأولمبية الصيفية سنة 2012. حقق المركز الثالث في بطولة أمم أفريقيا لكرة السلة 2011.

## المسيرة الاحترافية
لعب مع بالينينسيس لكرة السلة في سنة 2006، ثم لعب مع ستراسبورغ أي جي في الدوري الفرنسي من سنة 2007 إلى 2009، ثم لعب مع طرابزون سبور لكرة السلة في الدوري التركي في موسم 2010–2011، ثم لعب مع جوفينتوت بادالونا في الدوري الإسباني في موسم 2011–2012، ثم لعب مع بوكا جونيورز في سنة 2012.

## الميداليات
| الميدالية | المسابقة                          |
| --------- | --------------------------------- |
| برونزية   | بطولة أمم أفريقيا لكرة السلة 2011 |

## روابط خارجية
- ديريك أوباسوهان على موقع الاتحاد الدولي لكرة السلة (الإنجليزية)
- ديريك أوباسوهان على موقع الدوري الإسباني لكرة السلة (الإسبانية)
- ديريك أوباسوهان على موقع كرة السلة الأوروبية.كوم (الإنجليزية)
- ديريك أوباسوهان على موقع كلية كرة السلة في سبورتس رفرنس.كوم (الإنجليزية)
- ديريك أوباسوهان على موقع ريلجم (الإنجليزية)
- ديريك أوباسوهان على موقع بروبوليرز (الإنجليزية)
- ديريك أوباسوهان على موقع سبورتس رفرنس (الإنجليزية)
- ديريك أوباسوهان على موقع أوليمبيديا (الإنجليزية)